# Густав Бізанц

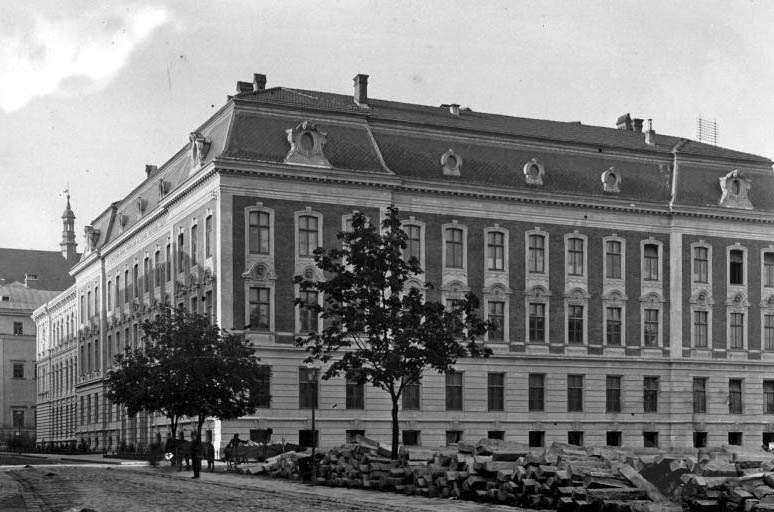
Будівля Промислової школи у Львові. 1892 рік

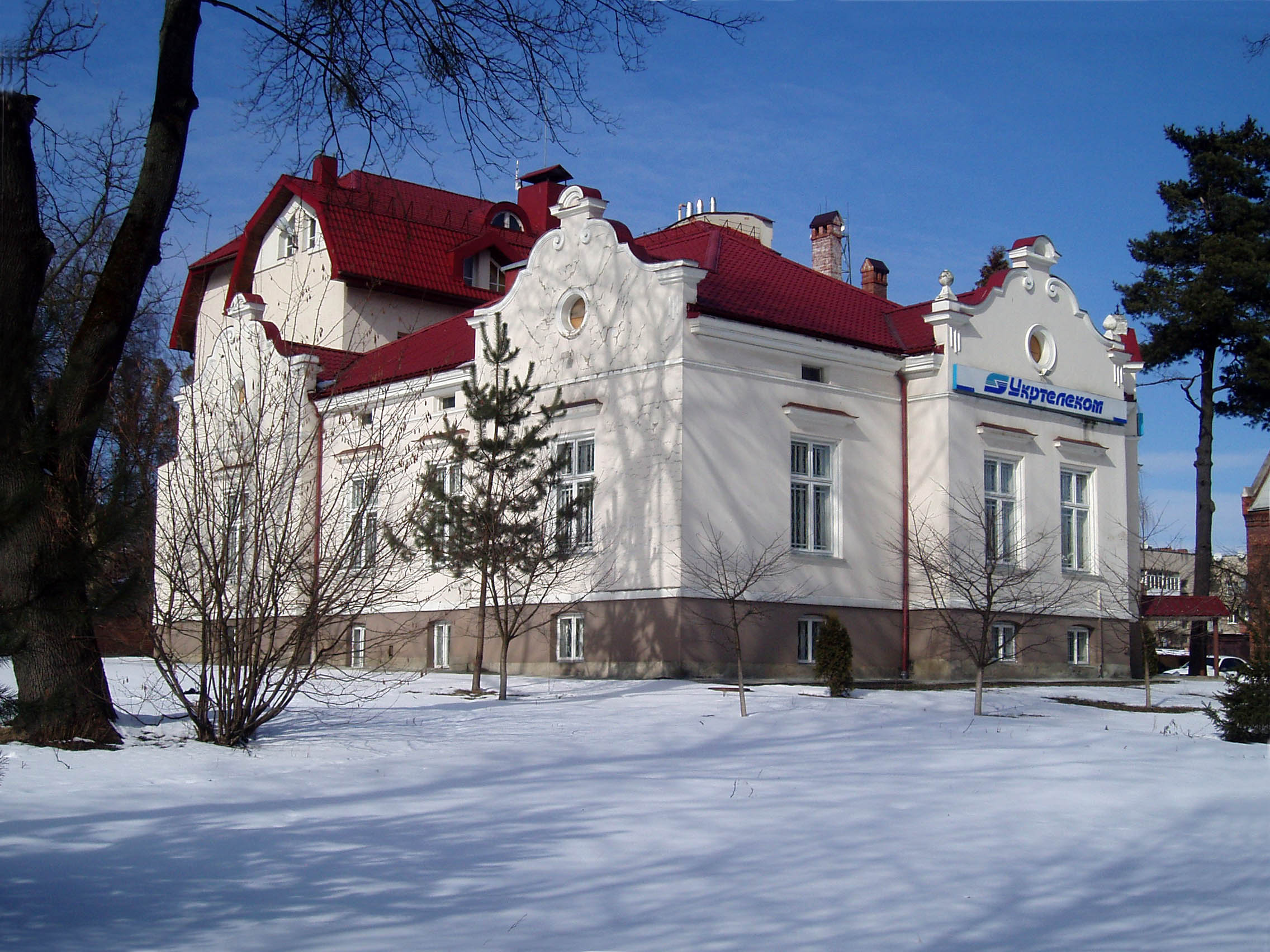
Власний будинок на вул. Чупринки, 72 у Львові. 1900 рік

Густав Бізанц (нім. Gustav Bisanz, 30 серпня 1848, Кути — 3 жовтня 1925, Львів) — архітектор, педагог, ректор Львівської політехніки.

## Біографія
Народився 30 серпня 1848 року в селі Кавчий Кут (тепер Кути під Стриєм). У Львові закінчив реальну школу. Протягом 1868—1873 років навчався у Технічній академії у Львові (нині Національний університет «Львівська політехніка»). Серед викладачів був зокрема архітектор, майбутній ректор політехніки Юліан Захаревич. Ще будучи студентом, 1872 року влаштувався асистентом Захаревича на кафедру будівництва. Від 1876 — завідувач новоствореною «кафедрою архітектури II» (пізніше відома як «кафедра наземного будівництва»). 9 жовтня 1878 року отримав звання професора надзвичайного, а від 1883 — звичайного. 1879 року з метою навчання відвідав Італію і Німеччину, а 1882 року — Бельгію і Францію. Протягом 1883—1898 і 1901—1903 років обирався деканом архітектурного факультету. Десятиліттями очолював комісію так званого «другого державного екзамену» на відділі будівництва. Після смерті ректора Політехніки Домініка Зброжека, від 1 липня 1889 року до кінця вересня виконував обов'язки ректора. Знову обраний ректором на 1898—1899 навчальний рік.
Поза навчальним закладом був членом екзаменаційних комісій авторизованих архітекторів, будівельних інженерів та «інженерів культури», член екзаменаційної комісії майстрів-будівничих. 1877 року став членом Політехнічного товариства у Львові. 1910 року був одним з організаторів, створеної товариством виставки польських архітекторів у Львові. Взяв участь у публічній дискусії на шпальтах фахової преси щодо критики виставки краківськими архітекторами. Взяв участь у П'ятому з'їзді техніків, який відбувався 8—11 вересня 1910 року у Львові, де зачитав реферат «Про законодавче регулювання посади архітектора в Австрії». Член Кола польських архітекторів — об'єднання, яке виникло в рамках Політехнічного товариства. 1912 року обраний другим заступником президента Кола.
В архітектурній творчості Бізанц застосовував різноманітні стилі історизму — неоренесанс, необароко, неоготику, неороманський стиль. Є автором низки громадських та культових споруд, прибуткових будинків, особняків. Автор статей з питань будівництва в часописах «Allgemeine Bauzeitung» та «Czasopismo Techniczne». Член редакції останнього з них у 1889—1890 роках. Автор підручника «Budownictwo», активно використовуваного в Галичині до 1920-х років, кілька разів перевиданого. Книга являла собою літографський відбиток рукописного тексту. Видання 1908 року складається з двох томів і містить 1500 ілюстрацій. Підручник є унікальною польськомовною хрестоматією будівельних матеріалів, технологій, конструкцій, які були актуальні до впровадження індустріальних методів будівництва, масового використання стальних і залізобетонних конструкцій. Серед зацікавлень Бізанца були також питання стандартизації розмірів цегли. З його ініціативи фабрика Кароля Шульца у Львові почала випускати цеглу тричетвертного розміру.
Був членом журі архітектурних конкурсів, зокрема у конкурсі проєктів гуртожитку Політехніки на вулиці Горбачевського, 18 у Львові (1894), будинку Політехнічного товариства у Львові (1905), каплиці в Хоминцях (1905), нової ратуші у Стрию (1906), будинку Торгівельно-промислової палати у Львові (1907), прибуткового дому Бромільських у Львові на проспекті Шевченка (1909), казино у Львові (1910), прибуткових будинків на вулицях Коперника і Банківській (1910), дому управління залізниці на вулиці Листопадового чину (1911), будівлі Львівського університету (1913), ратуші в Дрогобичі (1913).
Вийшов на пенсію 1910 року. 5 березня того ж року з цієї нагоди відбулись урочисті проводи у приміщенні Політехнічного товариства. Помер 3 жовтня 1925 року. Похований у Львові на Личаківському цвинтарі.

## Родина
Густав Бізанц народився в сім'ї німецьких колоністів у селі Кавчий Кут (тепер Кути під Стриєм). Батько — Йоган Бізанц, орендар землі. Мати Зузанна, до шлюбу Валентін. Коріння Бізанців походило з околиць французького міста Безансон. Звідти, переслідувані як гугеноти, представники родини перебрались до Швейцарії, пізніше на захід Німеччини. В Галичині з'явились на початку XVIII століття з першою хвилею німецьких колоністів. Bisanz — германізований варіант цього прізвища.
У Львові Густав Бізанц проживав спочатку на вулиці Липовій (тепер Устияновича). Пізніше збудував для родини віллу на вулиці Кшижовій, 72 (тепер Генерала Чупринки). 28 квітня 1896 року одружився з Марією з дому Гроссе, родом із Кракова з родини німецьких купців. Мав двох доньок — Софію (нар. 2 травня 1897 року) і Зузанну (нар. 23 липня 1899 року), а також сина Юліуса (нар. 9 квітня 1904 року). 1924 року Софія одружилася з архітектором Адамом Мсцівуєвським.

## Архітектурні проєкти
- Ескіз курзалу в Цехоцинку. Здобув перше місце на конкурсі ескізів, оголошеному Товариством заохочення красних мистецтв 1875 року.[1]
- Участь у проєктуванні головного корпусу Львівської політехніки під керівництвом Юліана Захаревича у 1872—1876.[31] Пізніше, у 1903—1904 роках керівництво спорудженням двох додаткових крил.[32]
- Мурована греко-католицька церква Покрови Пресвятої Богородиці в Задарові (1881).[33]
- Житловий будинок на нинішній вулиці Устияновича, 10 у Львові (близько 1890).[9]
- I місце на конкурсі проєктів будівлі Міського промислового музею у Львові 1890 року.[34] Стилістично проєкт відносився до неоренесансу. Загальний уклад фасаду був близький до Музею мистецтва і промисловості у Відні і мав деякі паралелі з будинком Львівської політехніки.[35] Для реалізації однак обрано позаконкурсний спільний проєкт Юзефа Каетана Яновського і Леонарда Марконі.[36]
- Будівля Промислової школи на нинішній вулиці Театральній, 17. Проєкт Бізанца обрано на конкурсній основі. Реалізовано у 1890—1892 роках. Триповерхова споруда з високим цоколем, у плані являє собою чотирикутник 48×46 м із внутрішнім двором. Система планування — коридорна, із розміщенням приміщень по один бік коридору. У підвалах запроєктовано квартири службовців, майстерні, котельні. Фасад вирішено у формах необароко та неоренесансу. Перший його ярус обшитий каменем, другий і третій — нетиньковані, з червоної цегли. В радянський час фасад від проспекту Свободи перебудовано.[37] Втрачено мансардний дах.[24]
- Дерев'яна каплиця для санаторію у Брюховичах під Львовом[1] (1893).
- Власна вілла на нинішній вулиці Генерала Чупринки, 72 (1900—1903). Фасади оздоблено у стилі модернізованого бароко німецького зразка.[38]
- Конкурсний проєкт будівлі реальної школи у Стрию (ІІ місце, співавтор Вінцент Равський-молодший).[39]
- Каплиця закладу для душевнохворих на Кульпаркові.[40]

## Друковані праці
- Ekonomia budownicza / spisał K. Stelzer. — Lwów : Tow. wzaj. pom. nauk. słuch. Pol., 1878.
- Budownictwo lądowe / spisał J. Bałaban. — Cz. I i II. — Lwów, 1884.
- Studie über ein Zellengewölbe // Allgemeine Bauzeitung. — Wien, 1888.
- Budownictwo lądowe część I i II / spisali A. Zachariewicz i K. Teodorowicz. — Lwów, 1893.
- Budownictwo lądowe część III i IV / spisali A. Kühnel, T. Obmiński i M. Teodorowicz. — 1896.